# Northern Dancer

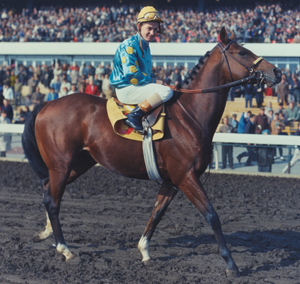
Northern Dancer.

Northern Dancer fue un semental de carreras purasangre. 
Nació en Canadá en 1961, hijo de Nearctic y Natalma. Tuvo un gran desempeño en las pistas de competición destacando en el Haras. Fue un Jefe de raza que creó una larga dinastía de caballos de carreras.

## Biografía
Northern Dancer era hijo de Nearctic y Natalma. Fue criado por E.P.Taylor en su Haras de Oshawa, Ontario, Canadá, no alcanzó el precio base fijado en USD 25,000 en las Subastas de Yearlings de 1962 de Mr. Taylor, por lo que fue devuelto al Haras Taylor. 
En sus primeros meses de doma, Northern Dancer fue muy difícil de manejar, tirando en varias ocasiones a su jinete. Horatio Luro le enseñaría a entrar en razón con mucha paciencia.
En su temporada como dos años, su debut se retrasó debido a que tuvo varios problemas en los talones y es hasta el mes de Agosto de 1963 donde disputaría su primera carrera ganando en su debut por 7 cuerpos en Fort Erie bajo las manos del aprendiz Ron Turcotte. Posteriormente participó y venció en cinco carreras, entre ellas el Coronation Futurity y el Carleton Stakes en Canadá. En noviembre, viajó al Sur (USA) para batir a Bupers, ganador del Futurity Stakes, por 8 cuerpos sobre una milla en el hipódromo de Aqueduct, Nueva York, batiendo posteriormente por 2 cuerpos a Lord Date en el Remsen Stakes. 
Tras la carrera se le descubrió que tenía un cuarto (grieta) en uno de sus cascos por lo que se contrataron los servicios de un herrador Californiano quién había desarrollado un método para curar los cuartos con calor, fundiendo parte de la pared del casco. Fue todo un éxito, ganando en ésta sesión 7 de sus nueve salidas. 
En su temporada como tres años, Northern Dancer perdería su primera carrera en Florida, siendo batido por Chieftain (por Bold Ruler). Su jinete hizo un uso excesivo del látigo y por ello fue despedido. Tras esta carrera, ganó de manera consecutiva seis carreras. En el Flamingo Stakes, marcó un tiempo de 1:47.8, batiendo a sus oponentes por 2 cuerpos sin mayores problemas, para posteriormente vencer el Derby de Florida en un mediocre crono de 1:50.80, siendo en ambas carreras el encargado de llevarle a la victoria, el gran Bill Shoemaker. 
En el Derby de Kentucky, Bill Shoemaker prefirió a Hill Rise por lo que hubo que buscar otro jinete para Northern Dancer, tomando el jockey Bill Hartack la responsabilidad, ganador del Blue Grass Stakes antes de la disputa del Derby. Hill Rise con Bill Shoemaker venía de vencer por 7 cuerpos en los 1400 metros del Forerunner Purse en Keeneland, y vencía también en una preparatoria para el Derby en Churchill Downs, por lo que partió como favorito. Northern Dancer ganaría el Derby de Kentucky por un cuello de ventaja sobre Hill Rise, en un tiempo récord de 2 minutos. 
El pequeño hijo de Nearctic por su origen canadiense se había convertido en el primer caballo en ganar el Derby antes de haber cumplido los tres años desde su nacimiento. En el Preakness Stakes, segunda carrera de la Triple Corona estadounidense, obtuvo un nuevo triunfo sobre Hill Rise. Antes de la entrada de la recta final, Hill Rise se puso a la altura de Northern Dancer sin embargo al llegar ésta, Northern Dancer voló hacia la meta como un auténtico campeón, venciendo por 2 1/2 cuerpos perdiendo incluso Hill Rise el segundo puesto en el poste de meta en favor de Scoundrel. Tres semanas después no pudo revalidar sus triunfos y cumplir el sueño de obtener la Triple Corona, al finalizar tercero de Quadrangle y Roman Brother en el Belmont Stakes. 
Northern Dancer volvió a Canadá para disputar el Queen Plate en Woodbine con su entrenador Horatio Luto, ganando por 7 1/2 cuerpos, recibiendo la ovación de un verdadero héroe. En agosto, mientras se ejercitaba en un galope matutino, sufrió una lesión en un tendón por lo que tuvo que ser retirado de la competencia, entrando a la reproducción. Con ello el mejor caballo de carreras en la historia de Canadá no volvería a pisar una pista de carreras. 
El padrillo fue sindicado en 2,4 millones de dólares y fue enviado al Haras Winfield en Chesapeake City, Maryland. En su primera generación de 1966, Northern Dancer produjo a 10 ganadores Stakes (carreras de Grupo I) sobre un total de 21 potros, es decir, una media de un 47,6%. Mantuvo éste porcentaje durante sus 22 siguientes temporadas como semental. 
Fue el padre de Nijinsky, Triple Coronado inglés y uno de los grandes caballos de carreras del siglo XX, de The Minstrel (1977 Epsom Derby, Irish Derby y King George), Lyphard (Mejor Millero en 1973), Nureyev (Mejor Millero Francés en 1980), El Gran Senor (Mejor Caballo del Año 1984), Secreto (1984 Epsom Derby) y Sadlers Wells (Uno de los grandes sementales del mundo). 
Su línea a través de Nijinsky produjo campeones de la talla de Shahrastani (1986 Epsom Derby), Golden Fleece (1982 Epsom Derby), Ferdinand (1986 Kentucky Derby), Shahdeed (1985 2,000 Guineas y Mejor Millero), Kings Lake (1981 Irish 2,000 Guineas), Ile De Bourbon (1978 King George), Lammtarra (1995 Epsom Derby, King George y Arco), Generous... 
En la línea de Nureyev han salido campeones como Miesque (ganadora en dos ocasiones de la Breeders Cup Mile y ganadora de las 1,000 Guineas Francesas), Theatrical (Oaks y Breeders' Cup) y Peintre Celebre (1997 Derby Francés, Arco y Mejor Caballo del Año).A través de la línea de Lyphrad produjo a otros como Three Troikas (1979 1,000 Guineas Francesas y Arco), Manila (1986 Breeders' Cup) y Dancing Brave (1986 2,000 Guineas, Eclipse Stakes, King George, Arco y Mejor Caballo del Año). Ha sido en dos ocasiones campeón de sementales en Inglaterra y Estados Unidos. 
En 1990, a la edad de 29 años, el gran semental moría, dejando una huella en las pistas y muy especialmente en el Haras, como ningún padrillo antes lo había hecho.